# Telekia speciosa
Pour les articles homonymes, voir Œil de bœuf (plante).
Espèce
Classification phylogénétique
Telekia speciosa, la télékie superbe est une espèce de plante à fleurs de la famille des Asteraceae. Elle est parfois appelée « œil de bœuf ».

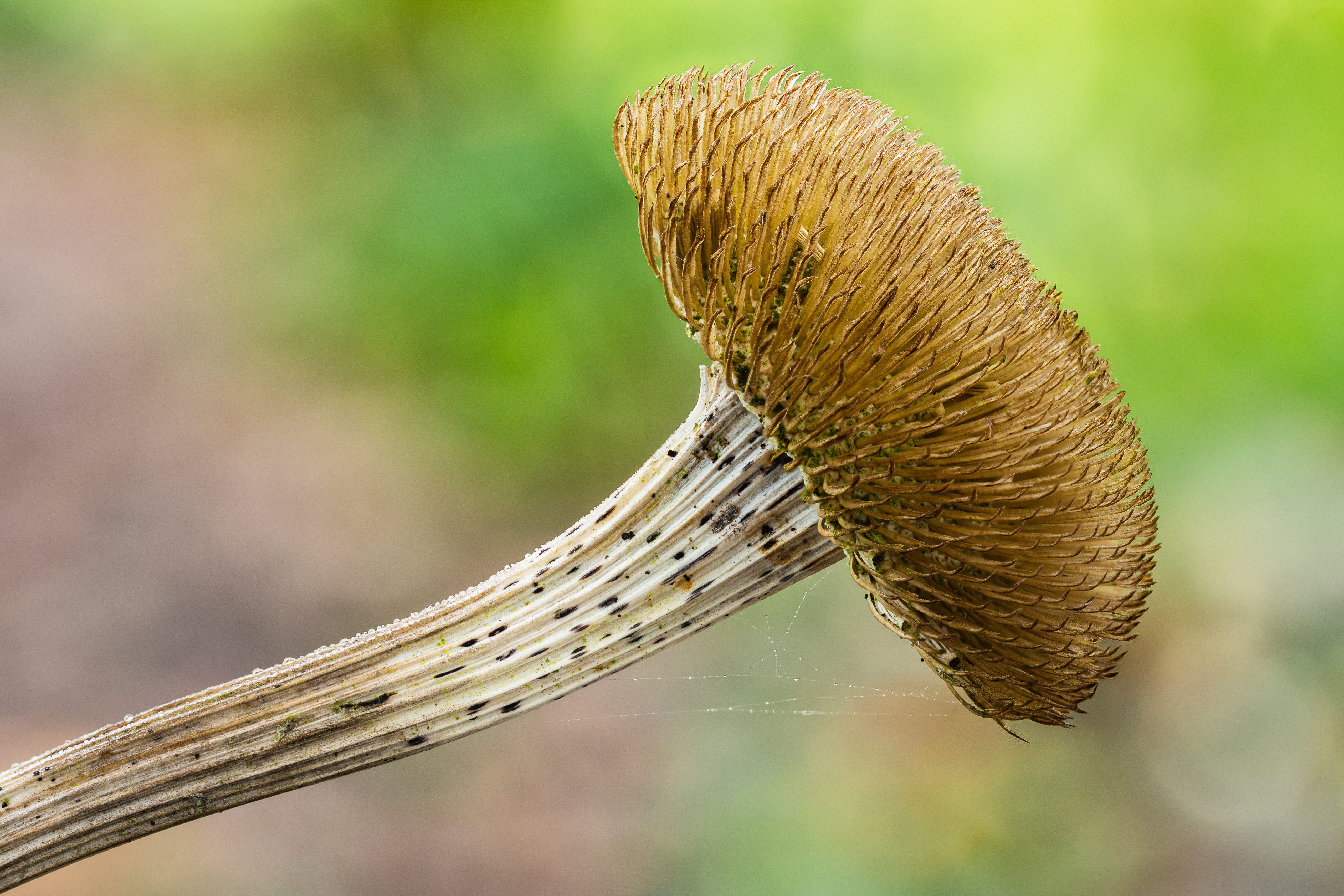
Gousse de graines d'un Telekia speciosa.

## Caractéristiques
- Plante vivace
- Feuilles simples de 30 cm de long, fleurs parfumées jaunes de 6 à 10 cm de diamètre. Le cœur est jaune et vire au brun avec un motif de cercle d'où le nom vernaculaire d'œil de bœuf. Elle se propage par semis individuel 2 à 3 semaines avant le dernier gel à 20-25 degrés Celsius, ou par division des plants en juin. Elle demande beaucoup d'eau à la transplantation. L'année du semis elle ne fleurit pas toujours mais produit alors beaucoup de très larges feuilles de plus de 60 cm de long qui étouffent les plantes environnantes. Dans le sud du Québec, elle ne semble pas sensible aux insectes. Elle est peu difficile pour l'ensoleillement ou le type de sol. L'hiver, elle supporte des gels jusqu'à -40 degrés Celsius.
- Floraison juillet-août.